# Devínske alúvium Moravy
Devínske alúvium Moravy je chráněný areál v bratislavských katastrálních územích Devín a Devínska Nová Ves v okrese Bratislava IV v Bratislavském kraji. Území bylo vyhlášeno v roce 1999 a jeho rozloha je 253,16 hektaru. Předmětem ochrany je přírodní prostředí záplavového území řeky Moravy s jejími rameny a lučními, mokřadními a lesními společenstvy.